# 24998 Hermite
24998 Hermite (1998 OQ4) là một tiểu hành tinh vành đai chính được phát hiện ngày 28 tháng 7 năm 1998 bởi P. G. Comba ở Prescott. Nó được đặt theo tên French nhà toán học Charles Hermite.